# Орнек (орнамент)
Орнек (крим. Örnek) — національний кримськотатарський орнамент, одне з найдавніших досягнень культури кримськотатарського народу. Орнек та знання про нього у 2021 році було внесено до Репрезентативного списку нематеріальної культурної спадщини людства, який ведеться ЮНЕСКО.

## Особливості
Орнамент містить об'єднані в композицію дрібні елементи, переважно рослинного та геометричного характеру симетричного та асиметричного розташування. Основною символікою є зображення квітів і дерев у відтінках рожевого, зеленого, жовтого і синього кольорів.
Орнамент використовують як елемент декору національного одягу, взуття, головних уборів, а також у ювелірних прикрасах, на керамічному та металевому посуді, виробах з деревини, хатньому приладді, в оздобленні меблів, килимових покриттях.

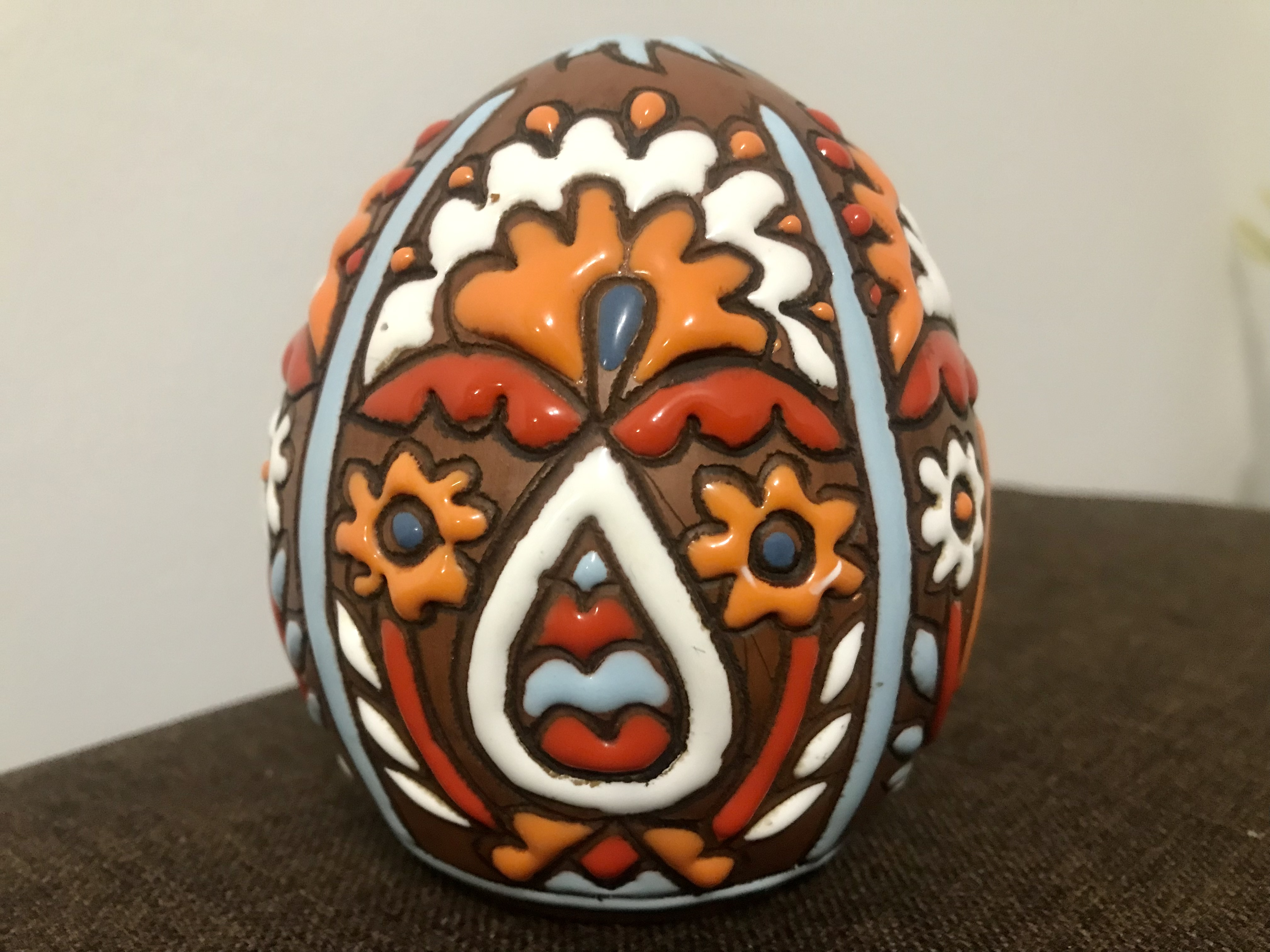
Керамічна писанка з кримськотатарським орнаментом Örnek майстрині Марини Курукчі

## Визнання
В лютому 2018 Орнек було внесено до Національного переліку елементів нематеріальної культурної спадщини України.
|                                                                         |  |  |
| Монета "Орьнек. Кримськотатарський орнамент", номіналом 5 грн, 2024 рік |  |  |

Орнамент як елемент нематеріальної культурної спадщини (НКС) України, було внесено до попереднього списку ЮНЕСКО для можливого включення його до репрезентативного переліку нематеріальної культурної спадщини людства. 16 грудня 2021 року кримськотатарський орнамент Орнек офіційно внесли до культурної спадщини ЮНЕСКО.
Розробка номінаційного досьє «Орьнек — кримськотатарський орнамент» була довгостроковою ініціативою кримськотатарської громадської організації «Алем».

### Монета
23.05.2024 відбулась презентація срібної та недорогоційних монет номіналом 5 грн та 10 грн відповідно, які випустив НБУ. Презентація відбувалась з нагоди 70-річчя членства України в ЮНЕСКО. Презентував монету заступник Голови Національного банку України Олексій Шабан разом із головою громадської організації «Алем» Есмою Аджієвою. Крім того, участь у презентації також взяли т. в. о. Міністра культури та інформаційної політики України Ростислав Карандєєв, директор з питань співробітництва Посольства Швейцарії в Україні Андреас Хубер. Монета входить до серії «Українська спадщина».